# ポート・ロイヤル

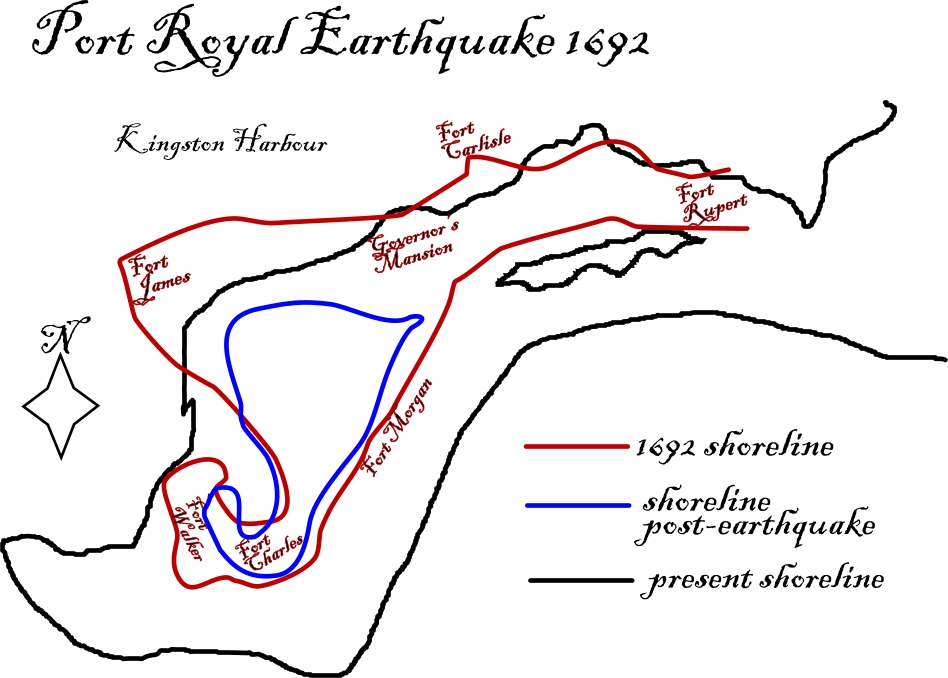
ポート・ロイヤル一帯の海岸線の変遷
_{震災前（赤）と震災後（青）・黒線は現在の海岸線}

ポート・ロイヤル（Port Royal）は、17世紀のジャマイカの海運業の中心地。現在の首都キングストンの沖合にある。
ジャマイカはパナマ地峡やキューバなどの中間点にあり、カリブ海の貿易にとって理想的な位置にあった。1655年に行われたスペインとイングランドの小戦争によりポート・ロイヤル湾の入り口の城塞をイングランドが奪取し、その後入植が行われた。1670年のマドリード条約によってスペインがイングランドのジャマイカ支配を正式に認めるまでは、同地は係争地域であったが防衛のための海軍力は無きに等しく、これを補うため、ジャマイカ総督トマス・モディフォードは、主にスペイン船を襲っていた通称バッカニアと呼ばれる海賊たちに私掠免許を与えて積極的に公認し、ポート・ロイヤルを拠点とすることも推奨した。イングランド出身のヘンリー・モーガンは特に著名なバッカニアの一人であり、後にはジャマイカの副総督にまで出世している。こうしてポート・ロイヤルは当時の主要な海賊の拠点の1つとして、彼らが奪った宝物を持ち寄り、また同地で消費することで発展を遂げ、「世界で最も豊かで最もひどい町」の両方の名声を得た。しかし、マドリード条約後は、公式にはスペイン船に対する略奪は認められないようになり、海賊行為も取り締まられるようになってバッカニアは衰退する。
1692年6月7日に大地震が発生し、街は大きな被害を受けて3分の2が海に沈んだ（ジャマイカ大地震 (1692年)）。この惨事の後、商業の中心地はキングストンに移される。
沈没船から中国の財宝などが発見されており、当時の繁栄が解明されつつある。
ポート・ロイヤル一帯にはキー、砂洲、マングローブ、ラグーン、島嶼、サンゴ礁、海草の藻場、浅瀬など様々な地形があり、アメリカワニ、アオウミガメ、タイマイ、アメリカマナティー、ハンドウイルカなどが生息している。2005年にラムサール条約登録地となった。
ウォルト・ディズニー製作のファンタジー映画『パイレーツ・オブ・カリビアン/呪われた海賊たち』（2003年）の始まりの場所となったことで知られる。